# مقاطعة لارامي (وايومنغ)
مقاطعة لارامي (بالإنجليزية: Laramie County)‏ هي إحدى مقاطعات ولاية وايومنغ في الولايات المتحدة الأمريكية.

## أعلام
- إدوارد إل. بيكر جونيور
- إد موراي